# Buellia subrepleta
Buellia subrepleta är en lavart som först beskrevs av Stirt., och fick sitt nu gällande namn av Alexander Zahlbruckner 1931. Buellia subrepleta ingår i släktet Buellia och familjen Caliciaceae.   Inga underarter finns listade i Catalogue of Life.